# 假新闻产业
假新闻产业是指通过编造、传播錯假新聞事件来获得盈利的商业模式，包含公關公司協助散布以及誘使其他人參與轉傳，屬於廣義的認知領域作戰涉指的範圍之一。影響的目標已遠不限於本國境內的觀眾，通過引用境外非主流媒體的錯假報導轉回目標對象只是常見手法之一。演化至今已經熟練於局部放大事實、情緒下標題導致觀眾誤會，長期接觸最終會導致阅读者的認知習慣发生改變。
假新闻产业堪称为现代的新闻媒体的“核武器”。假新闻产业已成为一种武器影响生活的方方面面。

## 案例
1. 2016美国大选期间，马其顿的威莱斯小镇成为“假新闻产业中心”，通过编造并推送《突发新闻：奥巴马确认，拒绝离开白宫，他将继续执政》等虚假文章获取大量经济利益。
2. 中国山西沂州数名官员遭假新闻要挟。
3. 某假新闻网站爆出以色列将以核武摧毁巴基斯坦。[1]

## 盈利方式
1. 建立网站页面，联系广告主直接投放；
2. 通过点击量的上升牟取在线广告利益；
3. 依赖敲诈获得收益。

## 处理困境
网络新闻数量庞大，处理时存在技术难度。社交媒体和搜索引擎的算法改进，所需周期较长。判断真假新闻，涉及哲学和技术上的问题，需寻找中立的第三方。

### 引用
1. ↑  . 2016-12-27  [2016-12-28]. （原始内容存档于2018-09-28）.
2. ↑  .   [2016-12-28]. （原始内容存档于2019-03-13）.